# Johann Friedrich Wilhelm von Schoeler
Johann Friedrich Wilhelm von Schoeler (* 24. Mai 1731 in Ohl; † 6. März 1817 in Kleve) war ein preußischer Generalmajor.

## Leben

### Herkunft
Sein Vater war der fürstlich wittgensteinische Amtmann Johann Jokob Wilhelm Schoeler, seine Mutter dessen Ehefrau Anna Barbara, geborene von Rühl.

### Militärkarriere
Schoeler besuchte in seiner Jugend Schulen in Wiehe und Laasphe. Von 1750 bis 1755 war er bei der Ober-Deich-Inspektion Wesel beschäftigt und kam dann am 4. Februar 1756 als Kondukteur in das Ingenieurkorps in Wesel. Während des Siebenjährigen Krieges war Schoeler bei der Armee des Herzogs Ferdinand von Braunschweig-Wolfenbüttel und nahm an den Schlachten bei Bergen, Krefeld und Minden sowie an 20 Gefechten und zwei Belagerungen teil. Zwischenzeitlich war Schoeler am 25. November 1762 Kapitän und Kompaniechef im Freikorps „von Trümbach“ geworden. Nach Kriegsende erhielt er das Patent als Ingenieuroffizier und wurde nach Wesel versetzt.
Am 21. März 1769 vom Friedrich dem Großen in den Adelsstand erhoben, avancierte er im Ingenieurkorps bis zum Generalmajor und Brigadier der Festungen in den Provinzen Mark, Magdeburg und Westphalen. Im Ersten Koalitionskrieg gegen Frankreich von 1792/95 war er als Oberst und Sous-Brigadier in Wesel tätig und erhielt für seine Verdienste am 5. Juni 1795 durch König Friedrich Wilhelm II. den Orden Pour le Mérite, nachdem er sich mit einem Bericht über die Feiern zum Abschluss des Frieden von Basel vom 16. Mai 1795 mit folgenden Worten an den König gewandt hatte: „[…]Ich wage es auch bei dieser Gelegenheit, mich mit der ganzen Garnison Dero Huld und Gnade in tiefster Submission zu empfehlen und werde mich unnennbar glücklich fühlen, wenn es mir im verflossenen geschäftsreichen Zeitraum gelungen sein sollte, alle von mir zu eurer königlichen Majestät. Allerhöchste Zufriedenheit[…]“ Der König schrieb daraufhin an Schoelers Vorgesetzten, Oberst von Tschirschky, am 6. Juni 1795 Folgendes: „[…]Mein Lieber usw.[…] Es ist Mir lieb, dass Ihr Mich auf den Obersten v. Schoeler aufmerksam gemacht habt, denn Ich kann nicht anders als Euch beipflichten, dass derselbe ein sehr thätiger und diensteifriger Offizier ist. Diesemnach bewillige ich demselben den Orden p.l.m.[…]“ 1805 wurde er Kommandant der Festung Wesel, 1806 wurde er Kommandant der Festung Hameln.
Weil er gegenüber den Franzosen 1806 kapituliert und ihnen die Festung überlassen hatte, wurde Schoeler am 9. Dezember 1809 durch ein Kriegsgericht zu lebenslanger Festungshaft verurteilt und ihm der Orden Pour le Mérite aberkannt. 1814 wurde er begnadigt und verstarb drei Jahre später.

### Familie
Schoeler hatte am 5. Juli 1769 in Wesel Freiin Charlotte Henriette von Pelden gen. von Cloudt (* 1744 in Moers; † 2. Oktober 1772 in Wesel) geheiratet. Aus der Ehe gingen folgende Kinder hervor:
- Johanna Friedericke Wilhelmine (* 3. Juni 1770 in Wesel) ⚭ NN von Alten, kurhannoverscher Major
- Moritz Ludwig Wilhelm (* 3. September 1771 in Wesel; † 15. März 1855 in Berlin), preußischer General der Infanterie ⚭ Gräfin Friederike Eleanore Sophie Helena zu Dohna-Lauck (* 1. April 1777; † 7. April 1855)
- Reinhold Otto Friedrich August (* 2. Oktober 1772 in Wesel; † 28. Oktober 1840), preußischer General der Infanterie ⚭ Auguste Wilhelmine von Kunitzky (* 25. Dezember 1776; † 8. Juli 1858)

Seine Frau verstarb bei der Geburt des dritten Kindes. Er heiratete am 4. März 1793 mit Elisabeth Robertine Agnes Freiin von Pelden gen. von Cloudt (* 1747 in Moers; † 20. August 1828 in Trier). Sie war die Witwe des Oberstleutnants Reinhard Otto von Kinsky und Tettau. Der spätere Generalmajor Franz Friedrich von Kinski und Tettau (1789–1845) wurde dadurch sein Stiefsohn. Diese Ehe blieb kinderlos.